# Kulosaari
Kulosaari (szw. Brändö) - wyspa w Finlandii w Helsinkach nad Zatoką Fińską a także 42. dzielnica miasta, położona na wschód od centrum stolicy. Uważana za jedną z ekskluzywnych części miasta.

## Historia
Na początku. XX wieku rozpoczęto budowę willi na wyspie. W latach 1910–1951 docierał tu tramwaj. Od 1946 roku jest administracyjnie częścią Helsinek. W latach 60. wybudowano bloki wielorodzinne. W 1982 na wyspie otwarto stację metra.

## Wyspa
Na Kulosaari znajdują się ambasady Polski, Wenezueli, Chin, Ukrainy, Iranu, Madagaskaru i Iraku. Są tu również szkoły szkoły: fińsko- i szwedzkojęzyczna, gimnazjum i biblioteka.